# Allison Bay 219
Allison Bay 219 est une réserve indienne de la Première Nation crie de Mikisew située en Alberta au Canada.

## Géographie
Allison Bay 219 est située à environ 4,8 km au nord-est de Fort Chipewyan sur les rives du lac Athabasca en Alberta. La réserve couvre une superficie de 1 861 hectares.